# Evaline Hilda Burkitt
Pour les articles homonymes, voir Burkitt.
Evaline Hilda Burkitt (19 juillet 1876 - 7 mars 1955) est une suffragette britannique et membre de la Women's Social and Political Union (WSPU). Militante pour le droit de vote des femmes, elle entame une grève de la faim en prison et est la première suffragette à être nourrie de force. Entre 1909 et 1914, elle est ainsi nourrie de force 292 fois et est la dernière femme à avoir été ainsi traitée à la prison de Holloway. Elle a reçu la Hunger Strike Medal. 

## Vie et activisme

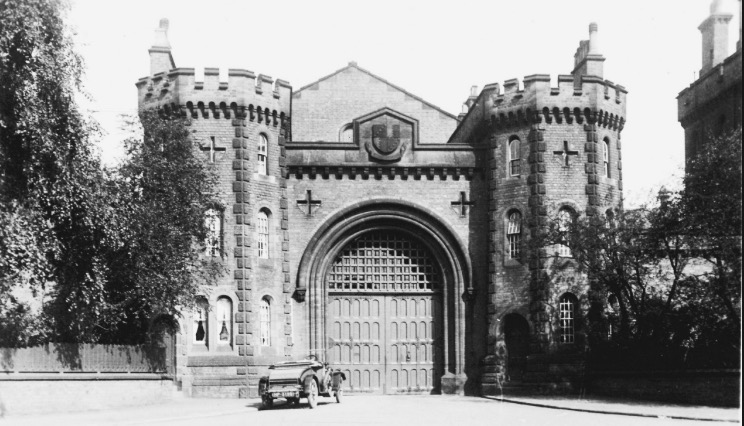
Prison de Winson Green dans les années 1920.

Evaline Hilda Burkitt est née à Wolverhampton en 1876, cinquième des neuf enfants nés de Laura née Clews (1843–1909) et de Reuben Lancelot Burkitt (1847–1928). Les enfants reçoivent une bonne éducation. Burkitt est intéressée par la lecture, la couture et le jardinage. Elle vit avec ses grands-parents Clarissa et Charles Burkitt jusqu'à l'âge de 25 ans, puis rejoint sa famille, qui s'est installé à Birmingham. Elle emménage avec sa sœur aînée Christobel, son mari Frederick et leur bébé, Kathleen. Hilda Burkitt commence à travailler comme secrétaire et vit à Sparkbrook à Birmingham et elle rejoint la Women's Social and Political Union en 1907 après avoir entendu Nell Kenney (en) et plus tard Emmeline Pankhurst parler. Lorsque la branche de Birmingham de la WSPU ouvre ses portes en 1908, Burkitt prend en charge la campagne publicitaire dans les Midlands. Pendant sa période militante, elle utilise souvent le nom de famille « Byron ». Une autre sœur, Ida Lillian Burkitt (1872-1962) est une actrice, photographe et suffragette, qui sous son nom de scène « Ida Cunard » est condamnée à six semaines de prison à la prison de Holloway pour être l'une des six femmes qui ont tenté d'entrer dans la Chambre des communes en 1908. Lillian et Christobel font partie des 50 femmes arrêtées le 11 février 1908, à la suite du « Parlement des femmes ».  
Burkitt est arrêtée quatre fois en 1909, la dernière fois en septembre lorsqu'elle jette une pierre à la fenêtre du train du Premier ministre H.H. Asquith alors qu'il quitte la Gare de Birmingham New Street après sa visite à Birmingham pour assister à une réunion budgétaire à Bingley Hall. Malgré une forte présence policière, les suffragettes réussissent à grimper sur un toit voisin d'où elles lancent des ardoises sur lui. Lors des comparutions devant le tribunal, Burkitt souligne la motivation politique de ses actions. En arrivant dans la camionnette de la prison de Winson Green pour effectuer leur peine, Burkitt, Mabel Capper, Mary Leigh, Charlotte Marsh, Laura Ainsworth, Ellen Barnwell, Leslie Hall (en) et Patricia Woodlock « chantaient, bravaient le défi, menaçaient d'agresser les autorités pénitentiaires, et ont déclaré qu'elles n'entreraient pas dans les cellules ou ne se déshabilleraient pas avant d'être placées dans la première division ». Toutes entament immédiatement grève de la faim et sont alimentées de force, Burkitt étant la première ; elle endure cela pour un total de 292 fois entre 1909 et 1914,. Pendant son emprisonnement, elle dénonce ce qu'elle qualifie de traitement inhumain. À sa libération de la prison de Winson Green le 18 octobre 1909, elle crie un « Votes pour les femmes » provocant à une petite foule, dont des journalistes. Lors d'une réception le 5 novembre 1909, Burkitt reçoit la Hunger Strike Medal de la WSPU, « pour la vaillance ».  
En 1912, elle est condamnée à quatre mois de prison pour avoir brisé une fenêtre, mais est libérée pour raisons médicales après avoir entamé une grève de la faim. Elle est arrêtée à Leeds en novembre 1913, accusée avec Clara Giveen d'avoir tenté d'incendier la tribune du terrain de football de Leeds ; elle entame de nouveau une grève de la faim et est libérée de prison en décembre 1913,. Burkitt est organisatrice de la branche WSPU de Stoke-on-Trent pendant quelques mois cette année-là.

## Incendies criminels dans le Suffolk

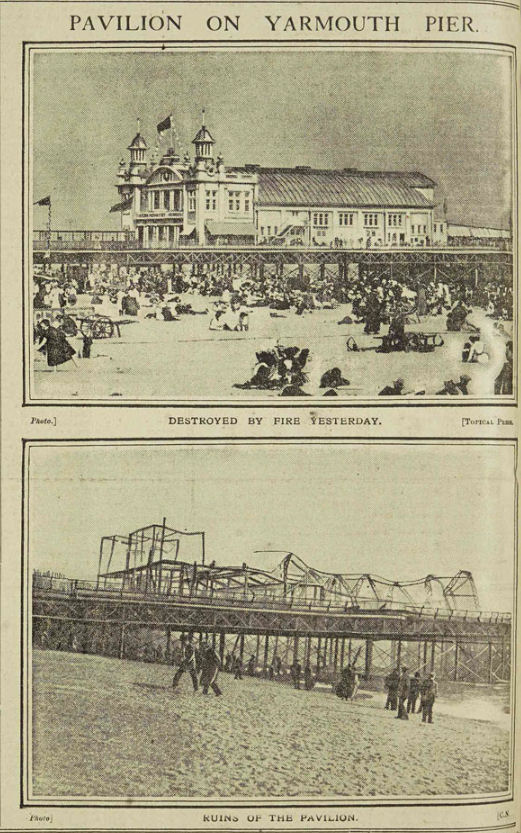
Le pavillon sur Britannia Pier à Great Yarmouth avant et après l'incendie criminel de 1914.

Après sa libération de la prison de Leeds en vertu du Cat and Mouse Act, Burkitt réussit à échapper à la recapture jusqu'en 1914, elle et sa compatriote suffragette Florence Tunks (en) incendient deux piles de blé à Bucklesham Farm d'une valeur de 340 £, le pavillon de la jetée Britannia Pier (en) à Great Yarmouth et l'hôtel Bath à Felixstowe causant 35 000 £ de dommages à ce dernier. Il n'y avait aucun occupant ni dans le pavillon ni à l'hôtel. Les deux femmes refusent de répondre aux questions du tribunal et s'assoient sur une table, discutant tout au long de la procédure, dos aux magistrats.

## Alimentation forcée
Le 29 mai 1914, Burkitt est condamnée à deux ans de prison à la prison d'Ipswich où elle fait une grève de la faim et une grève de la soif et est gavée de force pendant toute sa période de détention provisoire avant d'être transférée à la prison de Holloway. Une suffragette libérée de Holloway à la fin de juillet 1914 a déclaré que Burkitt était nourrie de force jusqu'à quatre fois par jour. Elle « souffre d'angoisse avec ses nerfs... Elle est malade après chaque tétée... Sa gorge est dans un état terrible ». Bien qu'en bonne santé en prison, Burkitt se plaint régulièrement de douleurs à la poitrine pendant la nuit qui, selon les autorités carcérales, sont dues à une indigestion. Dans le même temps, sa perte de poids a été enregistrée, qui était tombée à 98 livres soit environ 44 kg à la mi-juillet 1914 - «16 livres [environ 7 kg] de moins que le poids moyen pour sa taille». Il est souvent enregistré que Burkitt était « hystérique » pendant l'alimentation forcée.
Le 7 août 1914, Burkitt demande sa libération au Bureau de l'Intérieur en écrivant: « Je suis en prison depuis le 28 avril et j'ai été nourrie de force pendant tout ce temps, 292 fois jusqu'à présent ». Burkitt a plaidé « répondez à ma pétition tout de suite, car si je mourrais par mon jeûne, ma mort serait à votre porte » et était « prête à donner sa vie, à réaliser la liberté de son sexe ». Elle est libérée de prison le 1er septembre 1914 après avoir donné la garantie qu'elle ne participerait plus aux activités militantes,. Elle est la dernière suffragette à être alimentée de force à la prison de Holloway.

## Dernières années
En 1916, elle épouse Leonard Mitchener (1889-1960),. Le mariage a ensuite été dissous. En 1939, elle vit à St Albans, enregistrée en tant que pâtissière. Sa famille la décrit comme une personne douce et calme, seulement en colère lorsqu'elle n'est pas autorisée à hypothéquer sans garant masculin.  
Plus tard, elle vit avec sa sœur Ida Lillian Burkitt au 48 South Road à Morecambe. Evaline Hilda Mitchener meurt le 7 mars 1955 à la Royal Infirmary de Blackburn, dans le Lancashire.

## Postérité
En 2014, la Felixstowe Society dévoile une Blue plaque commémorant l'incendie de l'hôtel Bath à Felixstowe par Burkitt et Florence Tunks en 1914. La plaque commémore le centenaire de l'incendie de l'hôtel et se trouve sur ce qui reste du bâtiment, sur le site de l'ancien hôpital Bartlet,.  
De novembre à décembre 2018, une installation artistique d'un portrait de Burkitt est placée dans la Gare de Birmingham New Street où elle a jeté une pierre dans le train d'Asquith en 1909. Intitulée « The Face of Suffrage », l'œuvre d'art est une mosaïque photographique au sol de 200 m2. L'œuvre d'art est basée sur une photographie prise par la sœur aînée de Burkitt, Ida Lillian Burkitt, suffragette ainsi qu'actrice, photographe et infirmière. Réalisée à partir de 3 724 photographies de suffragistes des West Midlands des années 1900 et de photos de femmes contemporaines, l'œuvre est créée par l'artiste Helen Marshall, du studio d'art « The People's Picture », pour célébrer le centenaire de l'obtention du droit de vote des femmes,.